# Antonius van den Broek

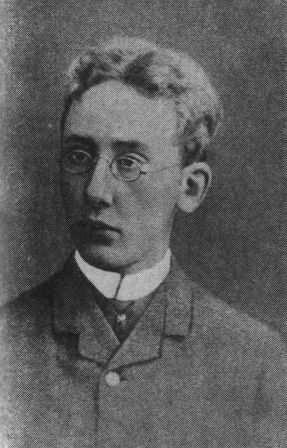
Antonius van den Broek (jeugd)

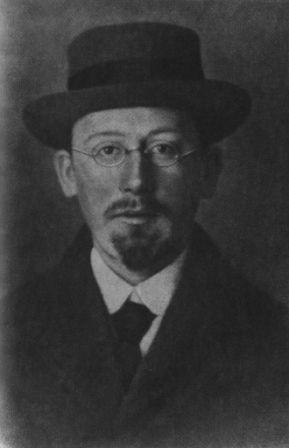
Antonius van den Broek (1903)

Antonius van den Broek (Zoetermeer, 4 mei 1870 - Bilthoven, 25 oktober 1926) was een Nederlands advocaat en natuurkundige.

## Werk
Hij was de eerste die besefte dat het nummer van een element in het periodiek systeem gelijkstaat aan het totaal aantal positieve elektrische ladingen in de atoomkern van dat element. Deze lading is een geheel veelvoud van de lading van een waterstofkern. Dit idee publiceerde hij in het tijdschrift Nature op 20 juli 1911. Hij gaf in dat artikel een natuurkundige betekenis aan het atoomnummer Z. Het atoomnummer werd daardoor bruikbaar als grootheid in de experimenten van Henry Moseley en de theorie van Niels Bohr.
Tevens was hij de eerste die aannam dat er zich elektronen met een schilstructuur in de atoomkern bevonden (Nature 92 (1913) 476, 12 december 1913). Hiermee oogstte hij minder succes.

## Bevestiging
In 1914 publiceerde Moseley het verband tussen de frequentie van een spectraallijn in het röntgenspectrum en de grootheid Z-1 voor een groot aantal elementen, waarmee van den Broeks vermoeden experimenteel bevestigd werd.